# مايك تود
مايك تود (بالإنجليزية: Mike Todd) هو منتج أفلام أمريكي، ولد في 22 يونيو 1909 في منيابولس في الولايات المتحدة، وتوفي في 22 مارس 1958 في غرانتس في الولايات المتحدة.

## وصلات خارجية
- مايك تود على موقع IMDb (الإنجليزية)
- مايك تود على موقع الموسوعة البريطانية (الإنجليزية)
- مايك تود على موقع ألو سيني (الفرنسية)
- مايك تود على موقع أول موفي (الإنجليزية)
- مايك تود على موقع قاعدة بيانات برودواي على الإنترنت (الإنجليزية)
- مايك تود على موقع إن إن دي بي (الإنجليزية)
- مايك تود على موقع قاعدة بيانات الفيلم (الإنجليزية)
- مايك تود على موقع كينوبويسك (الروسية)